# Abu Hassan
Abu Hassan, Jähns Werkverzeichnis J. 106, ist ein Singspiel in einem Akt von Carl Maria von Weber. Das Libretto stammt von Franz Carl Hiemer nach einer Geschichte aus Tausendundeine Nacht. Weber hat die Komposition im August 1810 mit dem Chor der Gläubiger begonnen, was angesichts seiner privaten, finanziellen Situation nicht zufällig erscheint. Mit Abschluss der Ouverture war das Singspiel am 12. Januar 1811 fertig. Weber fügte in den Jahren 1813 und 1822 noch zwei Nummern hinzu, in dieser erweiterten Form ist Abu Hassan heute bekannt. Unter Webers musikalischer Leitung wurde das Werk erfolgreich am 4. Juni 1811 im Münchner Residenztheater, dem heutigen Cuvilliés-Theater, uraufgeführt. Der erste Abu Hassan war dabei Friedrich Samuel Gerstäcker.
„Türkische Opern“ waren damals sehr beliebt: Abbé Voglers Kaufmann von Smyrna (1771) und Mozarts Die Entführung aus dem Serail (1782), später, 1814, auch Rossinis Il turco in Italia dokumentieren diese Vorliebe des Opernpublikums, neben zahlreichen anderen Werken dieser Art.
Wie viele Biographen betont haben, braucht Weber, insbesondere wegen der melodiösen Anmut und musikalischen Brillanz dieses Werkes bei Abu Hassan den Vergleich mit Mozart nicht zu scheuen.

## Handlung
Die Oper spielt in Bagdad zur Zeit des Kalifen Harun al Raschids gegen Ende des 8. Jahrhunderts. Abu Hassan steckt tief im Schuldensumpf. Die Schar seiner Gläubiger dringt bei ihm in die Wohnung ein, allen voran der Geldwechsler Omar, der die größte Forderung gegen ihn hat. Omar begehrt Hassans hübsche Frau Fatime. Er will Hassans Notlage ausnutzen, um Fatime zu Liebesdiensten zu überreden. Nur scheinbar geht sie auf sein Werben ein und erreicht auf diese Weise einen Zahlungsaufschub. Aber die Schulden bleiben. Da ersinnt Hassan einen aberwitzigen Plan: Weil es üblich ist, dass das Kalifenpaar bei einem Todesfall den Hinterbliebenen eine größere Summe zukommen lässt, um die Bestattungskosten zu bestreiten, schlägt er Fatime vor, dass sie wechselseitig Harun al Raschid und seiner Frau Zobeide eine Nachricht über ihr Ableben zukommen lassen. Fatime findet den Plan großartig.

Szene aus der Inszenierung an der Königlichen Oper in Stockholm 1901

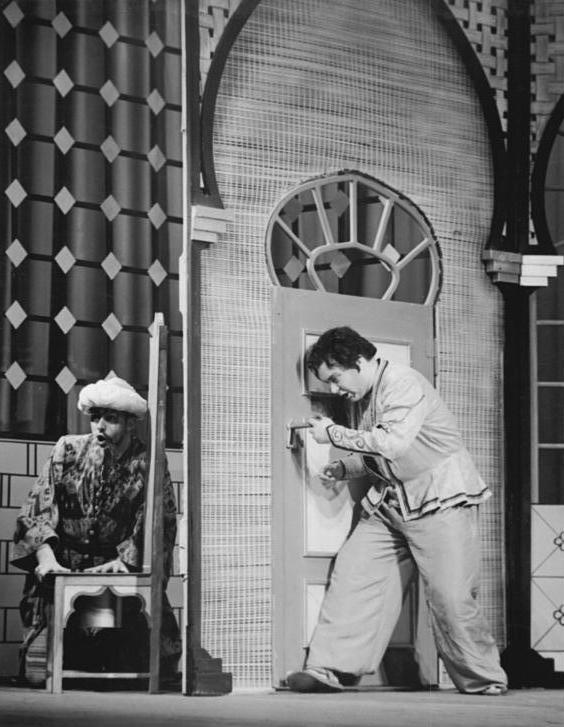
Gastspiel des Arbeitertheaters Dresdens-Niedersedlitz am 7. Juni 1960 bei den FDGB-Arbeiterfestspielen in Aue (Peter Schreier als Abu Hassan und Erich Siebenschuh als Kalif)

Zunächst scheint alles wie geplant zu laufen. Harun al Raschid und Zobeide können sich jedoch angesichts der widersprüchlichen Nachrichten nicht darauf einigen, wer jetzt nun tatsächlich gestorben sei, Abu Hassan oder Fatime, und wer das Geld für die Bestattung erhalten soll. So machen sie sich zu Hassans Haus auf, um sich persönlich Gewissheit zu verschaffen.
Als das Kalifenpaar die Wohnung betritt, stellen sich Hassan und Fatime tot. Harun al Raschid will wissen, wer von den beiden zuerst verstorben sei, und setzt für die richtige Antwort tausend Golddukaten aus. Überglücklich springt Hassan auf und erbittet die Summe; denn ihn habe zuerst der Tod ereilt. Plötzlich erwachen auch in Fatime wieder die Lebensgeister. Harun al Raschid und Zobeide verzeihen den Schwindlern und lassen ihnen das Geld zukommen.

## Diskografie (Auswahl)
- Abu Hassan, Ersteinspielung nach der Neuen Weber-Gesamtausgabe, mit Studenten der Hochschule für Musik Detmold. Das Detmolder Kammerorchester, musikalische Leitung: Joachim Harder. Label: Hochschule für Musik, Detmold.
- Abu Hassan, Gesamtaufnahme; Musikalische Leitung: Heinz Rögner; Staatskapelle Dresden, Chor der Staatsoper Dresden; Ingeborg Hallstein, Peter Schreier, Theo Adam. Label: RCA Classic / Sony BMG.
- Abu Hassan, Gesamtaufnahme. Musikalische Leitung: Bruno Weil; Capella Coloniensis des WDR; Chor Werk Ruhr; Wolfgang Völz (Erzähler/Kalif), Johanna Stojkovic, Jörg Dürmüller, Franz-Josef Selig. Label Dhm / Sony BMG.

## Noten / Klavierauszug
- Abu Hassan, WeV C. 6a, Neue Weber-Gesamtausgabe. Reihe Serie VIII Klavierauszüge, 190 Seiten. Herausgeber: Joachim Veit. Redaktion: Frank Ziegler. ISMN: M-00113229-9; Schott Musik International, Mainz.